# يان بوكستون
يان بوكستون (بالإنجليزية: Ian Buxton)‏ هو لاعب كريكت ولاعب كرة قدم بريطاني، ولد في 17 أبريل 1938 في كرومفورد في المملكة المتحدة، وتوفي في 1 أكتوبر 2010 في Matlock, Derbyshire ‏ في المملكة المتحدة. لعب مع بورت فايل وديربي كاونتي ونادي لوتون تاون ونوتس كاونتي.